# Novelas ejemplares

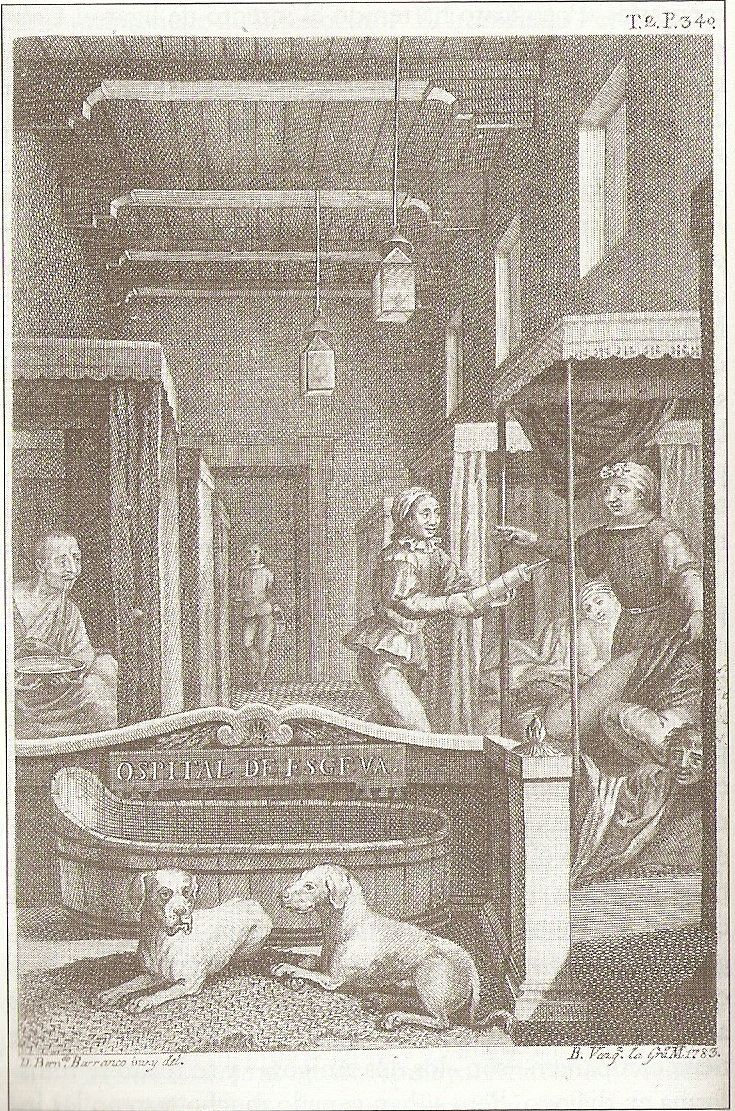
Grabado de la edición de las Novelas ejemplares de Antonio de Sancha de 1783 que ilustra «El coloquio de los perros».

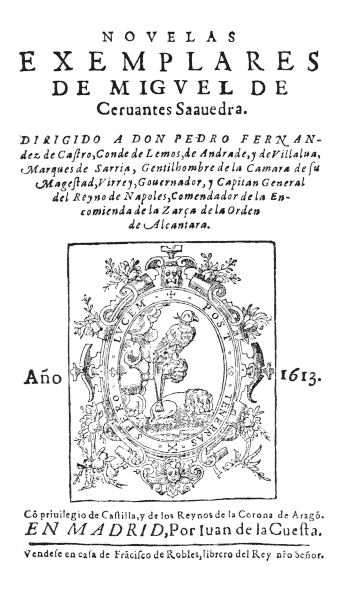
Portada de la edición príncipe de las Novelas ejemplares, impresa por Juan de la Cuesta

Las novelas ejemplares de honestísimo entretenimiento, conocidas simplemente como Novelas ejemplares, son una serie de novelas cortas que Miguel de Cervantes escribió entre 1590 y 1612, y que publicaría en 1613 en una colección impresa en Madrid por Juan de la Cuesta, dada la gran acogida que obtuvo con la primera parte del Quijote.
Se trata de doce novelas cortas que siguen el modelo establecido en Italia.  Su denominación de "ejemplares" obedece al carácter didáctico y moral que incluyen en alguna medida los relatos. Cervantes se jactaba en el prólogo de haber sido el primero en escribir en español este tipo de novelas al estilo italiano: 

A esto se aplicó mi ingenio, por aquí me lleva mi inclinación, y más que me doy a entender, y es así, que yo soy el primero que he novelado en lengua castellana, que las muchas novelas que en ella andan impresas, todas son traducidas de lenguas extranjeras, y estas son mías propias, no imitadas ni hurtadas; mi ingenio las engendró, y las parió mi pluma, y van creciendo en los brazos de la imprenta.

Se suelen agrupar en dos series: las de carácter idealista y las de carácter realista. Las de carácter idealista, que son las más próximas a la influencia italiana, se caracterizan por tratar argumentos de enredos amorosos con gran abundancia de acontecimientos, por la presencia de personajes idealizados y sin evolución psicológica y por el escaso reflejo de la realidad. Se agrupan aquí: El amante liberal, Las dos doncellas, La española inglesa, La señora Cornelia y La fuerza de la sangre. Las de carácter realista atienden más a la descripción de ambientes y personajes realistas, con intención crítica muchas veces. Son los relatos más conocidos: Rinconete y Cortadillo, El licenciado Vidriera, La gitanilla, El coloquio de los perros o La ilustre fregona. No obstante, la separación entre los dos grupos no es tajante y, por ejemplo, en las novelas más realistas se pueden encontrar también elementos idealizantes.
Ya que existen dos versiones de Rinconete y Cortadillo y de El celoso extremeño, se piensa que Cervantes introdujo en estas novelas algunas variaciones con propósitos morales, sociales y estéticos (de ahí el nombre de «novelas ejemplares»). La versión más primitiva se encuentra en el llamado manuscrito de Porras de la Cámara, una colección miscelánea de diversas obras literarias entre las cuales se encuentra una novela habitualmente atribuida también a Cervantes, La tía fingida. Por otra parte, algunas novelas cortas se hallan también insertas en Don Quijote, como El curioso impertinente o la Historia del cautivo que cuenta con elementos autobiográficos. Además, se alude a otra novela ya compuesta, Rinconete y Cortadillo.
A pesar de que ya en el mismo título Cervantes apuntaba a una aparente ejemplaridad de sus novelas, en esa época se asociaba el término novella con narraciones sensuales en la línea del famoso Decamerón de Bocaccio. En la católica España de finales del siglo XVI y principios del XVII, bajo la influencia del Concilio de Trento y su condena de la denominada «literatura obscena», las Novelas ejemplares también iban a ser objeto de censura: el impresor Francisco de Lira censuraba el texto en el siglo XVII, y todavía en el siglo XIX se llegaban a suprimir pasajes considerados comprometedores o deshonestos. Al asociar la ejemplaridad a sus novelas, Cervantes heredaba un problema típico del siglo XVI y posiblemente intentó con ello evitar el desprestigio moral que entonces debía soportar el género literario novelesco.
En 2013, con motivo del IV centenario de la publicación de las Novelas Ejemplares de Miguel de Cervantes, el Centro Cultural de España en Buenos Aires realizó una adaptación a la historieta en colaboración con el colectivo editorial Mojito de Uruguay.

## Novelas contenidas en la obra
La gitanilla es la más larga de las novelas ejemplares, y puede tener elementos autobiográficos en una historia amorosa que tuvo un pariente lejano de Cervantes. Como muchas otras de estas tramas, se centra en el artificio de la agnición o reconocimiento de una persona al final de la obra. Se trata de una muchacha de origen noble raptada por unos gitanos y educada por ellos, y un noble que se enamora, decide llevar vida gitana tras ella, hasta que al fin se descubre todo y la historia termina felizmente, posibilitándose el matrimonio de la pareja.
El amante liberal es una novela morisca donde también aparece el tema del rapto, con la historia de un joven siciliano llamado Ricardo que es raptado al igual que a la bellísima Leonisa que es vendida a dos moros por un judío para regalársela al gran turco, entramada con líos amorosos, y aventuras.
En Rinconete y Cortadillo dos muchachos se fugan de la casa familiar y emprenden una vida con ayuda de la baraja y del hurto, hasta que van a parar en Sevilla, donde mientras trabajan de esportilleros son captados por una asociación mafiosa de malhechores, una especie de sindicato del crimen sevillano gobernado como una cofradía por el hermano mayor, Monipodio. Se suceden diversas escenas de género propias de un entremés o una jácara donde se presentan alguaciles corruptos, ladrones, matones, chulos y prostitutas; acabado este desfile de tipos, los pillos muchachos deciden regenerarse.
En La española inglesa el rapto vuelve a aparecer en la persona de una muchacha arrebatada en la invasión inglesa de Cádiz y que se educa en Londres como dama de compañía de la reina Isabel I de Inglaterra, que aparece descrita sin animadversión. Pierde el cabello por un bebedizo pero todo se arregla al final.
En El licenciado Vidriera el estudiante pobre Tomás Rodaja marcha a Salamanca a estudiar acompañando de un noble y allí se licencia con honores; viaja por diversas ciudades de Italia, pero pierde la razón a causa de un filtro de amor que le han suministrado en secreto y cree tener el cuerpo de vidrio y ser sumamente frágil. Sin embargo, su agudeza es sorprendente y todos le consultan. La novela es en realidad una colección de las agudezas en prosa del protagonista, al estilo de una de las misceláneas tan frecuentes en el Siglo de Oro. Finalmente recobra el juicio, pero ya nadie lo contrata ni va a verlo.
En La fuerza de la sangre se construye un relato casi policíaco, en el que una doncella violada con los ojos tapados logra reconstruir intelectualmente el crimen hasta dar con el culpable, cuya madre busca medios para casar a los dos jóvenes para salvaguardar la honra de ambas familias.
El celoso extremeño narra los celos patológicos de un viejo indiano que vuelve a España enriquecido y encierra a su jovencísima esposa en una casa, sin permitirle que salga ni que nada masculino pase la puerta, en la cual ha instalado como vigilante a un esclavo negro con orden de no dejar pasar a nadie. El truhan Loaysa sí  logra pasar la puerta engatusando al negro, al que le encanta la música, con una vihuela. No obstante, sin poder seducirla, Loaysa cae dormido en los brazos de la moza. En cambio, en el manuscrito de Porras de la Cámara los dos jóvenes sí tienen relaciones sexuales. El viejo, humillado, se muere de pena.
En La ilustre fregona dos jóvenes de buena familia, Carriazo y Avendaño, deciden lanzarse a la vida picaresca. En un mesón de Toledo Avendaño se enamora de Constanza, una fregona o sirvienta, lo que hará que los dos jóvenes decidan detener allí su viaje. Finalmente se descubrirá que Constanza es de noble nacimiento, hija natural del padre de Carriazo, por lo que nada impedirá su boda con Avendaño.
En Las dos doncellas, Teodosia confiesa a un desconocido, que resulta ser su hermano, las relaciones y promesa de matrimonio con Marco Antonio. En busca del marido, encuentran a Leocadia, a quien también dio su palabra, sin tomar su honra. Marco Antonio acepta ser el marido de Teodosia, y su hermano, Rafael, el de Leocadia. El final feliz evita un duelo.
La señora Cornelia reúne los elementos de una novela bizantina. Aquí, Juan y Antonio optan por dejar sus estudios, pero deciden proseguirlos en la ciudad de Bolonia, donde toda la gente los tiene por buenos mozos. Ellos escuchan mucho acerca de una damisela llamada Cornelia Bentibolli, que vive en el encierro por voluntad de su hermano.
El casamiento engañoso narra el timo que hace una señorita aparentemente honesta a un militar casándose con él; este ignora que ha sido una meretriz y ésta lo abandona dejándole una enfermedad venérea que debe purgar con sudores en el hospital de Atocha, donde transcurre la próxima novela.
En El coloquio de los perros el militar, que está purgando su enfermedad en medio de fuertes fiebres, asiste de noche a la conversación entre dos perros, Cipión y Berganza; uno cuenta al otro la historia de su vida y sus muchos (y muy sinvergüenzas) amos y dejan para el día siguiente la relación del otro. Se trata de una fantasía al estilo de las de Luciano de Samosata y el desfile entremesil de tipos, entre ellos unos pastores y una bruja, recuerda al de una novela picaresca o un entremés.
También se ha atribuido a Cervantes la paternidad de un relato de estilo y características similares a los de las Novelas ejemplares, llamado La tía fingida.
Con ello se refería a que sus historias mostraban los peligros de una conducta inmoral como el hecho de estar proponiendo una fórmula novelesca que atendía al ideal “enseñar deleitando”.